# نخستین استیضاح دونالد ترامپ
نخستین استیضاح دونالد ترامپ، چهل و پنجمین رئیس‌جمهور ایالات متحده آمریکا، پس از تصویب مجلس نمایندگان آمریکا در خصوص سوءاستفاده از قدرت و کارشکنی در کار کنگره در ۱۸ دسامبر ۲۰۱۹ آغاز شد و با تبرئه وی توسط مجلس سنا در ۵ فوریه ۲۰۲۰ پایان یافت.
ماده اول طرح استیضاح که دونالد ترامپ در آن به «سوءاستفاده از قدرت» متهم شده است با ۲۳۰ رای موافق در مقابل ۱۹۷ رای مخالف به تصویب مجلس نمایندگان رسید. ماده دوم طرح استیضاح نیز که به اتهام «کارشکنی در کار کنگره» مربوط می‌شود با ۲۲۹ رای موافق و ۱۹۸ رای مخالف به تصویب رسید. جان رابرتس، رئیس دیوان عالی آمریکا ریاست جلسات محاکمه دونالد ترامپ در مجلس سنا را برعهده داشت.

## تصویب استیضاح در کنگره
در جلسه ۱۸ دسامبر ۲۰۱۹، هر دو ماده طرح کنگره ایالات متحد به تصویب این مجلس رسید.
| طرح استیضاح ترامپ               | موافقان (مخالف ترامپ)           | مخالفان (موافق ترامپ)              | آراء موافق | آراء مخالف | تأیید |
| ------------------------------- | ------------------------------- | ---------------------------------- | ---------- | ---------- | ----- |
| ماده اول (سوء استفاده از قدرت)  | حزب دموکرات ایالات متحده آمریکا | حزب جمهوری‌خواه ایالات متحده آمریکا | ۲۳۰        | ۱۹۷        | آری   |
| ماده دوم (کارشکنی در کار کنگره) | حزب دموکرات ایالات متحده آمریکا | حزب جمهوری‌خواه ایالات متحده آمریکا | ۲۲۹        | ۱۹۸        | آری   |

## نتیجه استیضاح
مجلس سنای آمریکا طرح احضار شهود به جلسه استیضاح دونالد ترامپ رئیس جمهور آمریکا را با ۵۱ رای مخالف در برابر ۴۹ رای موافق رد کرد.
۵۳ سناتور به گناهکار نبودن پرزیدنت ترامپ رای دادند و ۴۷ سناتور او را گناهکار دانستند. بر این اساس پرزیدنت ترامپ از بند دوم استیضاح «جلوگیری از فعالیت کنگره»، تبرئه شد.

## واکنش ها

### واکنش دونالد ترامپ
دونالد ترامپ همزمان با رای گیری مجلس نمایندگان در مورد طرح استیضاح خود اعضای حزب دموکرات را متهم کرد که به دنبال ابطال رای ده‌ها میلیون آمریکایی هوادار او هستند. او استیضاح خود از سوی مجلس نمایندگان را «خودکشی» حزب دموکرات توصیف کرد. در بخش دیگری از سخنرانی خود نانسی پلوسی، رئیس مجلس نمایندگان را «دیوانه» خطاب کرد. او گفت: «نانسی پلوسی دیوانه و دموکرات‌های مجلس نمایندگان شرم ابدی را برای خود خریدند.»

### واکنش دیگران
- ولادیمیر پوتین: این استیضاح تنها جزئی از اختلافات داخلی آمریکاست. حزبی که انتخابات گذشته را باخته است یعنی حزب دموکرات، قبلاً از راههای دیگر مثل متهم کردن ترامپ به تبانی با روسیه علیه او وارد عمل شده بود و وقتی معلوم شد که هیچ تبانی در کار نبوده و نمی‌توان از این اتهام برای استیضاح وی استفاده کرد، بحث فشار بر اوکراین را پیش کشیدند.[۳]

نانسی پلوسی رئیس دموکرات مجلس نمایندگان آمریکا در نخستین واکنش به تبرئه پرزیدنت ترامپ از استیضاح و در بیانیه‌ای که چهارشنبه ۱۶ بهمن منتشر کرد نوشت:
امروز پرزیدنت و جمهوریخواهان سنا، بی قانونی را عادی کرده و نظام توازن قوا برای قانون اساسی ما را رد کردند. پرزیدنت ترامپ با حمایت اکثریت مردم آمریکا استیضاح شد که برای نخستین بار در تاریخ کشور ما است و او اولین پرزیدنت در تاریخ است که با رای هر دو حزب برای گناهکار شناخته شدن در سنا روبرو شد. تمام ۷۵ درصد مردم آمریکا و خیلی از اعضای جمهوری‌خواهان در سنا باور دارند که رفتار پرزیدنت، خطا است اما سنا به جای آن تصمیم گرفت حقایق، اراده مردم آمریکا و وظیفه خود به قانون اساسی را نادیده بگیرد. می‌گوید دموکرات‌ها به دفاع از دموکراسی برای مردم ادامه می‌دهند.
اظهارات خانم پلوسی در حالی است که سنای آمریکا چهارشنبه غروب در آخرین روز بررسی استیضاح پرزیدنت ترامپ رای‌گیری کرد و او را از دو اتهام «سوءاستفاده از قدرت» و «جلوگیری از فعالیت کنگره» تبرئه کرد.
اعضای سنا دربارهٔ دو اتهام «سوءاستفاده از قدرت» و «جلوگیری از فعالیت کنگره» تصمیم‌گیری کردند. اتهام اول با نتیجه ۵۲ بر ۴۸ در مجلس سنا رد شده و پرزیدنت ترامپ تبرئه شد. اتهام دوم هم با نتیجه ۵۳ بر ۴۷ رد شد و سنا رای به تبرئه پرزیدنت ترامپ داد.
چاک شومر رهبر اقلیت دموکرات سنا بعد از این رای‌گیری تبرئه ترامپ را «عملاً بی‌ارزش» خواند. او گفت: «تاریخ این رای را یک پیروزی با تحمل تلفات سنگین برای ترامپ رقم خواهد زد و رای‌دهندگان آن را یکی از بزرگترین سرپوش گذاشتن‌ها در تاریخ کشور قلمداد خواهند کرد. او در اشاره به جمهوری خواهان سنا که به منع احضار شهود در محاکمه رای دادند گفت: «مردم آمریکا می‌دانند که چه کسی سر راه حقیقت ایستاد. اکثریت جمهوری‌خواه در مجلس سنا، تیم دادستانی را از فراخواندن شهود محروم کرد و این اولین محاکمه ای است که به شهود اجازه داده نمی‌شود شهادت دهند. محاکمه ترامپ خنده دار و از واقعیت به دور بود.» چاک شومر گفت: اکثریت جمهوری‌خواه در محاکمه ترامپ به واقعیت‌ها گوش نکردند. دموکراسی زیبا در آمریکا در بدترین روزهای خود است.
سناتور الیزابت وارن از کاندیداهای رقابت‌های درونی حزب دموکرات در انتخابات ریاست جمهوری هم نوشت: «امروز روزی شرم آور برای سنای آمریکاست، روزی غم‌انگیز برای قانون اساسی آمریکا و روزی غم‌انگیز برای ایالات متحده آمریکا. اما من امیدوارم - عمیقاً امیدوارم - که مردم تسلیم نشوند. ما برای دولتی می‌جنگیم که به نفع همه مردم کار می‌کند - نه فقط برای ثروتمندان، قدرتمندان و آدم‌های فاسد.»
تد کروز، سناتور جمهوری‌خواه، در واکنش به رای شامگاه چهارشنبه مجلس سنا در تبرئه رئیس جمهوری نوشت: «پس از چهار ماه تلاش نانسی پلوسی و آدام شیف، استیضاح پایان گرفت.» کروز در پیام خود نوشت که به نمایندگی از ۲۸ میلیون نفر از مردم تگزاس و تمام آمریکایی‌ها به تبرئه شدن ترامپ رای داده‌است.
میت رامنی، سناتور جمهوری‌خواه، تنها سناتور از حزب جمهوری‌خواه بود که برخلاف تمامی هم‌حزبی‌های خود، به همراه دموکرات‌ها رای به «گناهکاری» ترامپ در اتهام اول استیضاح ترامپ داد. او گفت: «... فاسد کردن انتخابات برای ماندن در قدرت احتمالاً بدترین و ویرانگرترین راه نقض سوگندی است که (صاحبان قدرت) یاد می‌کنند.»
میچ مکانل، رهبر فراکسیون جمهوری‌خواهان در مجلس سنا، نیز استیضاح ترامپ در این مجلس را یک «اشتباه سیاسی» خواند و گفت از تصمیم میت رامنی هم شگفت زده و مأیوس شده‌است.